# Otto Schott
Friedrich Otto Schott, nemški kemik, * 17. december 1851, Witten, † 27. avgust 1935, Jena.
Znan je kot izumitelj borosilikatnega stekla in oče sodobne znanosti o steklu.

## Življenje in delo
Bil je sin Karoline in Simona Schotta. Njegov oče Simon je bil izdelovalec okenskega stekla. Od leta 1870 do 1873 je Otto Schott študiral kemijsko tehnologijo na tehniški šoli v Aachnu. Študiral je tudi v univerzah v Leipzigu in Würzburgu. Leta 1875 je doktoriral iz kemije na Univerzi Friedricha Schillerja v Jeni, njegova doktorska naloga je imela naslov Prispevki k teoriji in praksi steklarstva (1875). 
Leta 1879 je odkril novo steklo na osnovi litija, ki je imelo nove optične lastnosti. To odkritje je delil z Ernstom Abbejem, profesorjem fizike na Univerzi v Jeni. Med leti 1877 in 1880 je v Španiji zgradil kemično tovarno in steklarno. V Wittnu je izdeloval in raziskoval nove vrste stekla, pri čemer je uporabil različne elemente. Leta 1884 je v sodelovanju z Abbejem in Carlom Zeissom ustanovil podjetje Glastechnische Laboratorium Schott & Genossen (Laboratorij za steklotehniko Schott & družbeniki) v Jeni. Tu je v obdobju 1887 do 1893 Schott razvil borosilikatno steklo.
Otto Schott je v svoji karieri je razvil približno 100 novih vrst optičnega stekla in številne vrste toplotno odpornega stekla (kasneje imenovanega Jena glass) v steklarni, ki jo je ustanovil s svojimi kolegi. Leta 1917 je Schott v prvi svetovni vojni izgubil svojega najstarejšega sina Rolfa. Kasneje, leta 1926, se je upokojil. Kmalu za tem ga je nadomestil drugi sin Erich, ki je prevzel tudi odgovornost pri vodenju podjetja.
Schott je umrl leta 1935 v Jeni. V njegovo čast so odprli muzej stekla. Ta muzej prikazuje razvoj steklarske znanosti, skupaj z inovacijami Otta Schota. Odprt je še danes.

## Izumi
Schott je leta 1879 izumil borosilikatno steklo, ki se odlikuje po visoki toplotni odpornosti in odpornosti proti razgradnji pri izpostavljenosti kemikalijam. Delal je tudi na industriji stekel za očala. Leta 1885 je pokazal, da je vključitev novih elementov v talino stekla povzročila številne zaželene spremembe v lomnem količniku in disperzivni moči.

## Nagrade
Leta 1909 je prejel Liebigovo medaljo Združenja nemških kemikov. Od leta 1991 dalje Abbejev sklad Fundacije Carl Zeiss vsaki dve leti podeljuje raziskovalno nagrado Otta Schotta zaslužnim raziskovalcem na področju ved o steklu in keramiki.